# What Kind of Fool (Heard All That Before)
"What Kind of Fool (Heard All That Before)" pop-dance je pjesma australske pjevačice Kylie Minogue. Objavljena je kao debitantski singl s njenog prvog kompilacijskog albuma Greatest Hits 10. kolovoza 1992. godine u izdanju diskografske kuće PWL.

## O pjesmi
"What Kind of Fool (Heard All That Before)"  je pop-dance pjesma koju su napisali Kylie Minogue, Mike Stock i Pete Waterman, a producirali Stock i Waterman. Primila je uglavnom pozitivne recenzije glazbenih kritičara i postigla prilično dobar uspjeh u Ujedinjenom Kraljevstvu i Australiji. To je Minoguein devetnaesti hit na jednom od prvih 20 mjesta u Ujedinjenom Kraljevstvu i petnaesti takav u Australiji. Pjesma ima nervozan ritam. Uočena je njena sličnost s Minogueinom prethodnim singlovima poput "I Should Be So Lucky" i "Better the Devil You Know", ali zato nije dobila manji interes javnosti. Iako je jedna od najmanje dragih pjesama za Minogue, njeni remiksevi bili su hit među obožavateljima, tako da je ovo prvi Minoguein singl na kojem je više nego jedan službeni remiks. Na singlu je također uključen remiks pjesme "Things Can Only Get Better" s albuma Rhythm of Love track.
Omot singla s fotografijom koja prikazuje Minogue potpuno mokru obrubljenom ružičastom bojom drugačije je nijanse za Ujedinjeno Kraljevstvo nego za ostatak Europe.Australska inačica CD-a bila je slikovni disk koji je trenutno rasprodan. 
Minogue je u jednom intervjuu za Sunday Telegraph u listopadu 2008. godine izjavila da joj se više ne sviđa ta pjesma. 
Ipak, izvodila ju je na turnejama:
- Showgirl: The Greatest Hits Tour (dio pjesme tijekom medleya "Smiley Kylie Medley")
- Showgirl: The Homecoming Tour (dio pjesme tijekom medleya "Everything Taboo Medley")
- For You, For Me Tour (dio pjesme tijekom medleya "Everything Taboo Medley")

## Popis pjesama
CD Singl
1. "What Kind Of Fool (Heard All That Before)"
2. "What Kind Of Fool (Heard All That Before) [No Tech No Logical Remix]"
3. "What Kind Of Fool (Heard All That Before) [Tech No Logical Remix]"
4. "Things Can Only Get Better"

7" vinilni singl
1. "What Kind Of Fool (Heard All That Before)"
2. "Things Can Only Get Better"

12" vinlni singl
1. "What Kind Of Fool (Heard All That Before) [No Tech No Logical Remix]"
2. "What Kind Of Fool (Heard All That Before) [Tech No Logical Remix]"
3. "Things Can Only Get Better"

Singl na kaseti
1. "What Kind Of Fool (Heard All That Before)"
2. "Things Can Only Get Better"

## Videospot
Videospot za pjesmu oživio je scene poznate Brigitte Bardot iz njenog filma iz 1956. godine I Bog stvori ženu. Prikazuje Minogue u odjeći iz 1950-tih kako odbacuje dečka govoreći mu da više "nije budala". 

## Top ljestvice
| Top ljestvica (1992.)  | Najviša pozicija |
| ---------------------- | ---------------- |
| Australija             | 17               |
| Ujedinjeno Kraljevstvo | 14               |
| Njemačka               | 81               |
| Irska                  | 22               |